# Karnit Flug

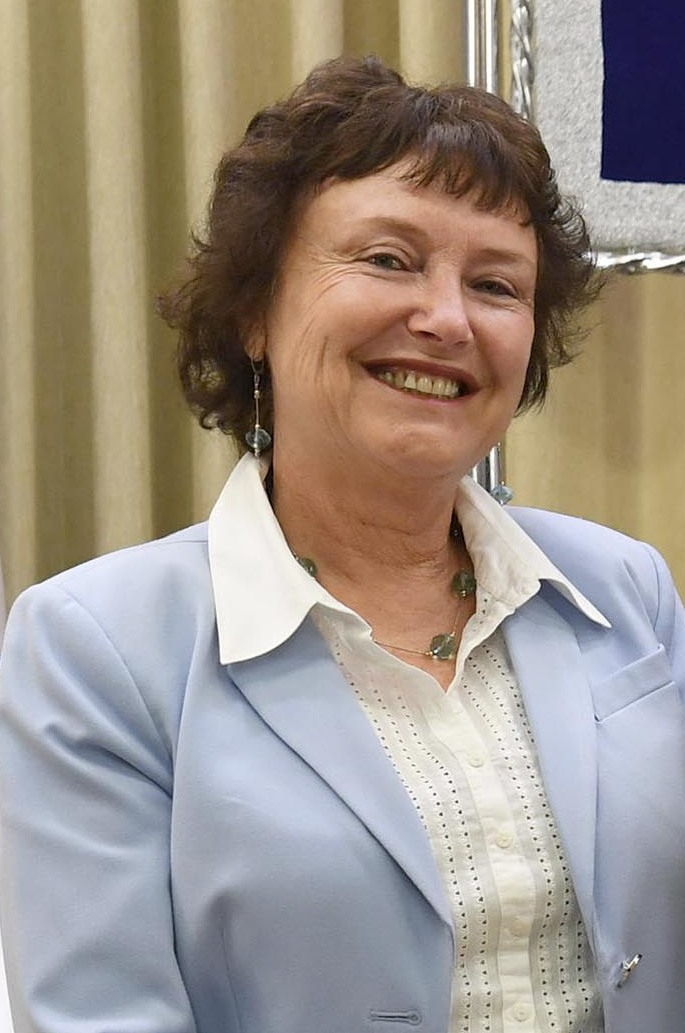
Karnit Flug

Karnit Flug, Hebreeuws: קרנית פלוג , (Polen, 9 januari 1955) is een Israëlische econoom en bankier. Zij was van 2013 tot 2018 president van de Bank van Israël.
Als peuter maakte zij met haar ouders alia naar Israël. Ze studeerde economie aan de Hebreeuwse Universiteit van Jeruzalem en promoveerde aan de Columbia-universiteit.
In 1988 ging ze bij de Bank van Israël werken, waar ze zich bezighield met onderzoek. Van 1994 tot 1996 werkte ze - ook als onderzoekseconoom - bij de Inter-Amerikaanse Ontwikkelingsbank. In 1997 keerde ze terug bij de Bank van Israël. In 2011 werd ze vicepresident en in juli 2013 waarnemend president na het vertrek van Stanley Fischer. Vanaf 13 november 2013 was ze officieel president en daarmee de eerste van het vrouwelijk geslacht.
Karnit Flug is getrouwd met Saul Lach. Deze staat aan het hoofd van de economische faculteit van de Hebreeuwse Universiteit van Jeruzalem. Het paar heeft twee kinderen.